# ماریا پطروسیان
ماریا ایساهاکی پطروسیان (ارمنی: Մարիա Իսահակի Պետրոսյան؛ انگلیسی: Maria Petrosyan؛ ۲۵ مارس ۱۹۱۱ - ۱۰ نوامبر ۱۹۷۱) فیلسوف و مدرس اهل ارمنستان بود.

## زندگی‌نامه
وی در 7 آوریل [سبک قدیمی: ۲۵ مارس] ۱۹۱۱ در باکو به دنیا آمد . وی در حزب کمونیست ارمنستان،  دانشگاه دولتی زبان‌ها و علوم اجتماعی بروسوف ایروان (۱۹۵۲–۱۹۵۴)  فعالیت می‌کرد. وی در ۱۰ نوامبر ۱۹۷۱ در سن ۶۰ سالگی در مسکو درگذشت.

## یادداشت
1. ↑  փիլիսոփայական գիտությունների դոկտոր